# Agua de Junquillar
Agua de Junquillar es un manantial de agua que aflora en la Región de Antofagasta.

## Trayecto
en los Mapas Provinciales Atlas Centenario.

## Historia
Luis Risopatrón describe ese lugar en su Diccionario Jeográfico de Chile: 449 
Junquillar (Agua del) 25° 01' 70° 30'. Es abundante, pero no de buena calidad i vierte en una cacimba, al canto de una roca que se halla entre el mar, una capilla de madera i algunas chozas de pescadores, a 3,5 kilómetros hácia el N de la punta Guanillos, de la rada de El Paposo; riegan con ella algunos árboles frutales, principalmente higueras. La capilla se construyó en 1797, con la mira de servir de asiento a uu obispado, lo que no tuvo efecto, motivo que produjo su abandono i destrucción i aunque fué reconstruida en 1855, corrió la misma suerte. 1, VII, p. 133 i 134; 137, cartas II i III de Darapsky (1900); i 152; i caserío en 155, p. 348.